# Chiesa di San Martino (Venezia, Castello)
La chiesa di San Martino è un edificio religioso della città di Venezia, situato nel sestiere di Castello, non lontano dall'Arsenale di Venezia.

## Storia
Le origini della chiesa di San Martino sono incerte, ma si può collocarne la fondazione nella metà dell'VIII secolo presso quelle che erano anticamente dette isole Gemini. L'intitolazione a San Martino di Tours fa pensare alla presenza di una colonia di Longobardi, particolarmente devoti alla sua figura, oppure a dei fuggiaschi ravennati, in riferimento al patrono di una loro basilica.
La tradizione, invece, ne fissa l'erezione alla fine VI secolo, o altrimenti al VII, e ne attribuisce la ricostruzione alle famiglie Vallaresso e Salonigo. Le cronache dicono che l'edificio fu concluso nel 932 e consacrato nel giugno dello stesso anno.
Si può supporre che la chiesa, a capo di una comunità compatta e al centro di un'area di antica urbanizzazione, avesse sin dai primi tempi le prerogative di parrocchia. Tuttavia, riferimenti certi in questo senso si hanno solo a partire dal Due-Trecento, quando essa risultava officiata da un pievano e da vari altri religiosi (tre preti, un diacono, un suddiacono e due o quattro chierici). La composizione del capitolo venne successivamente variata e poi ridotta al solo parroco, affiancato da un sacrista.
Se in origine San Martino era affiliata a San Pietro di Castello e alla sua diocesi, nel 1200 Papa Innocenzo III la diede al patriarcato di Grado, associandola alla chiesa di San Silvestro. Questo evento fu all'origine di rivendicazioni e dispute giurisdizionali con il vescovo castellano, risolte solo nel 1451 con la soppressione dei due episcopati e la creazione di un unico patriarcato di Venezia.
Durante le soppressioni napoleoniche la parrocchia di San Martino venne mantenuta (ma perse il titolo di collegiata) e ampliò i propri confini, incorporando San Biagio e parte di Santa Ternita, ma perse alcuni territori a favore di San Giovanni in Bragora. L'istituzione è ancora attiva ed è parte del vicariato di San Marco-Castello.

## Descrizione

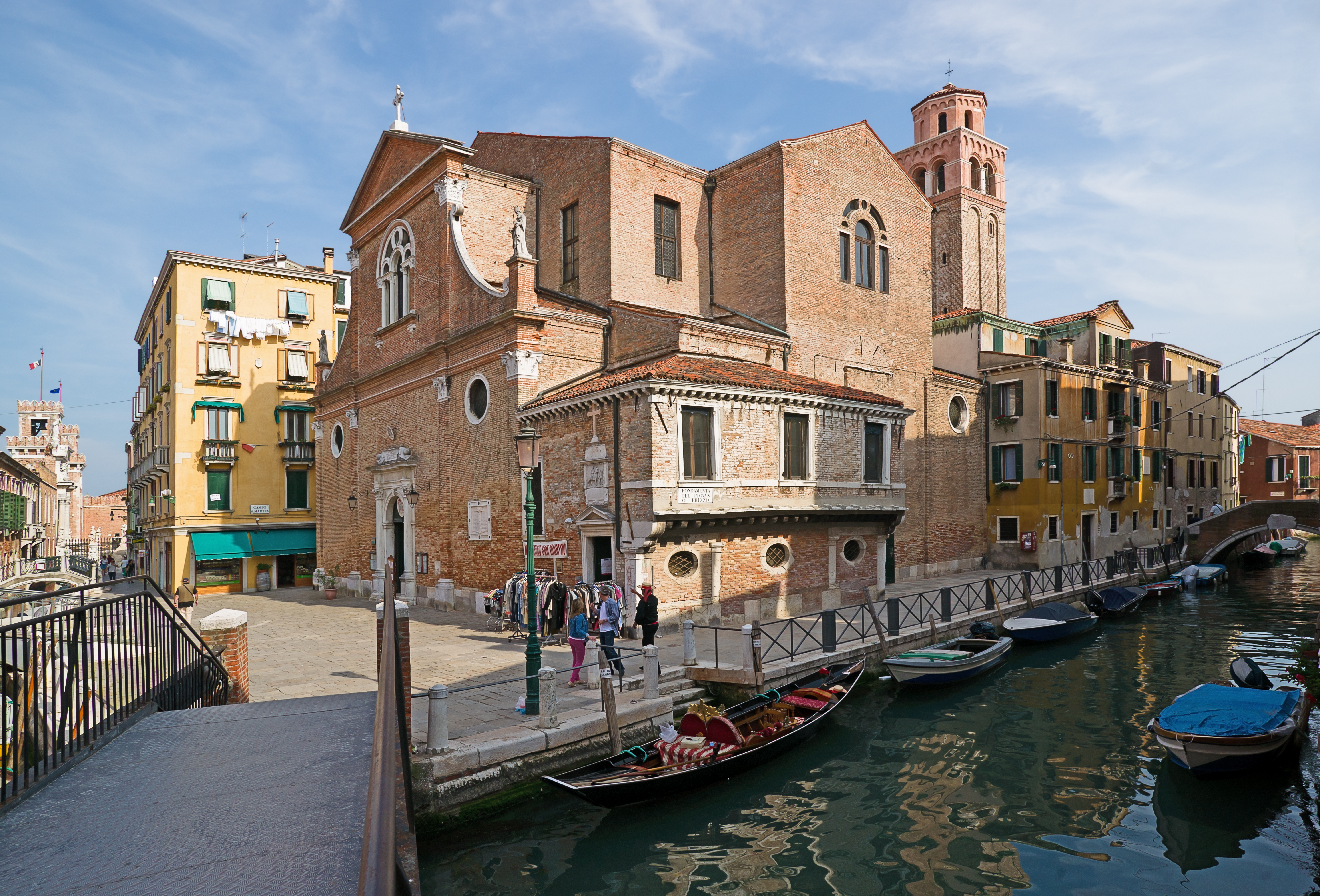
Il prospetto della chiesa

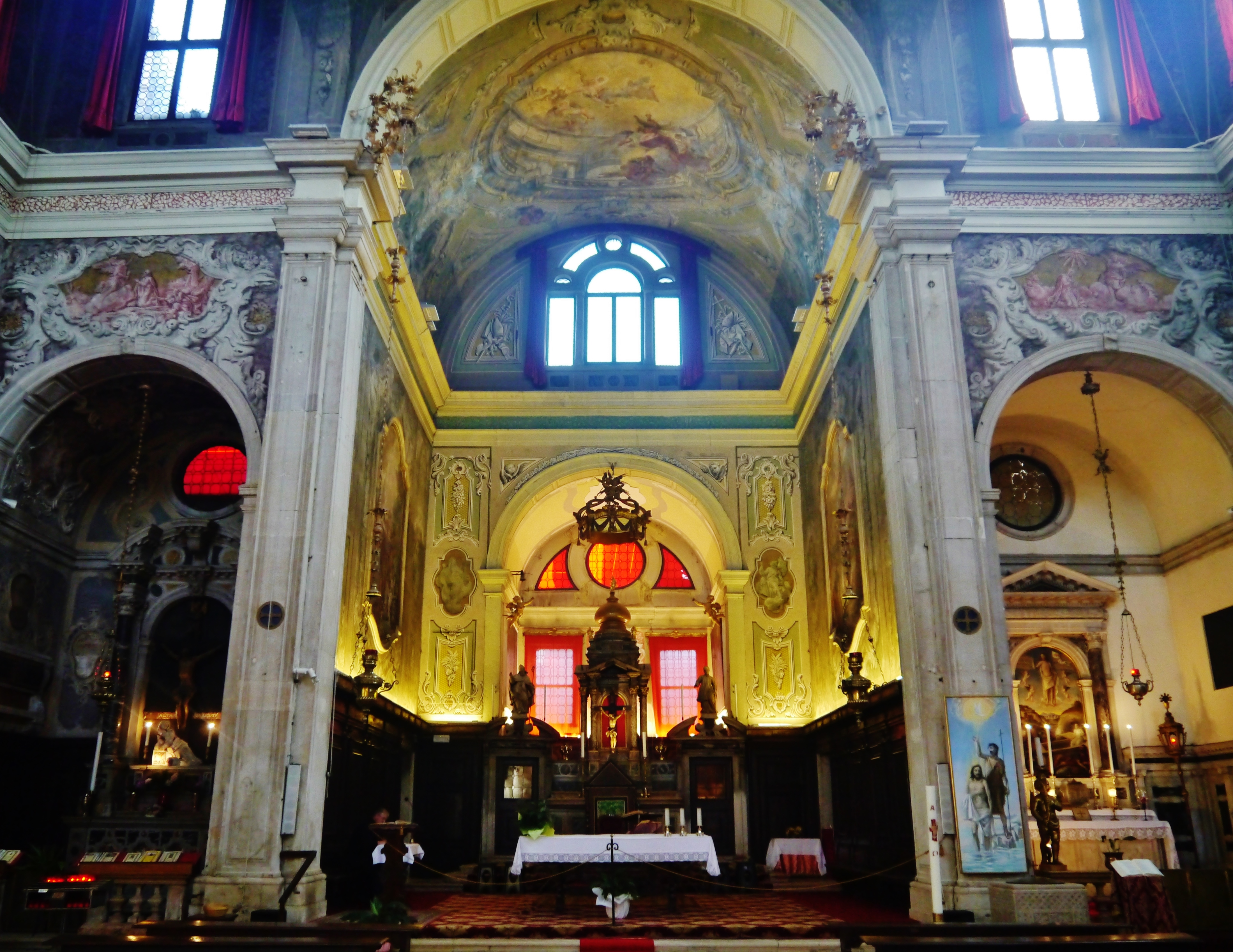
Il presbiterio

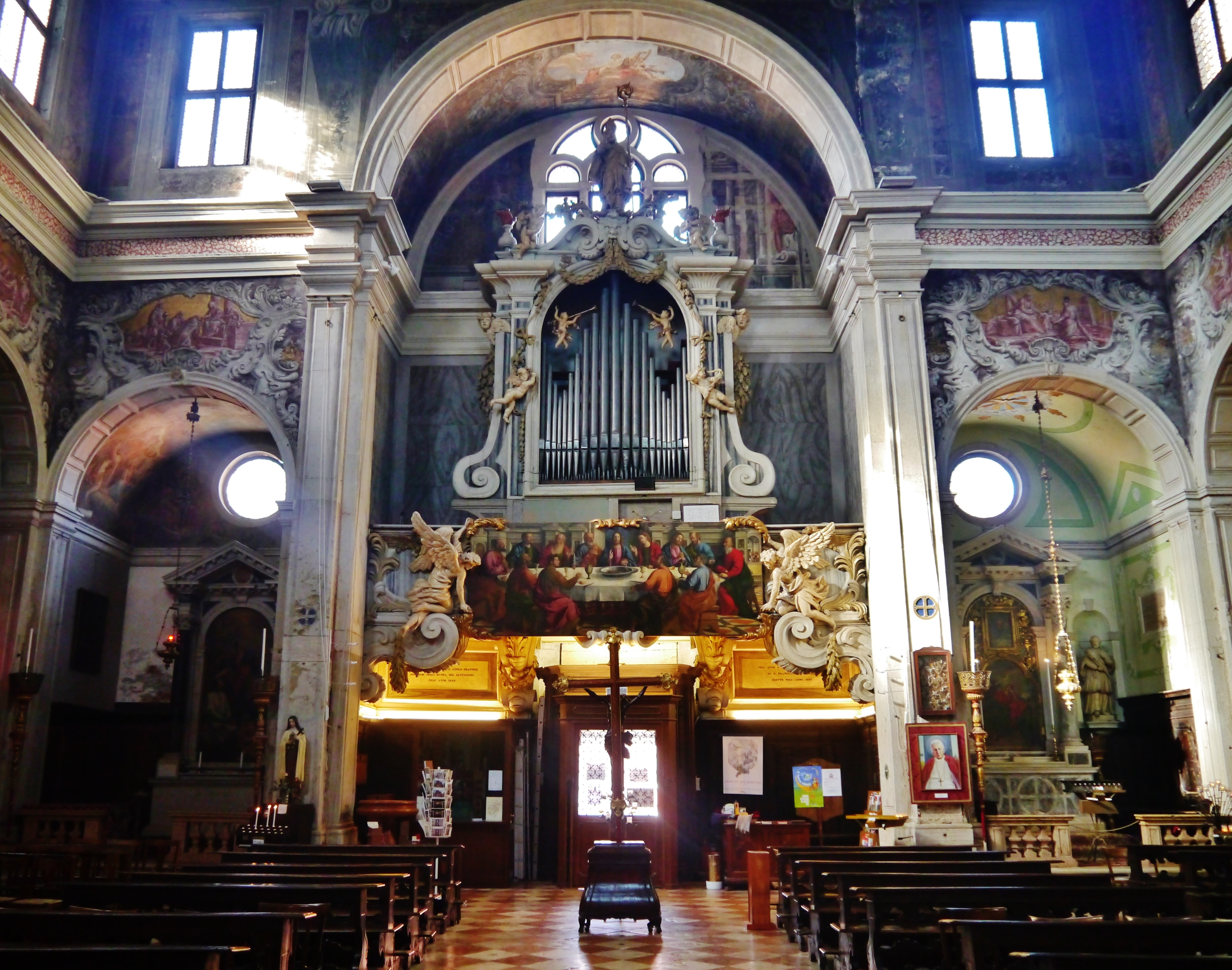
La controfacciata

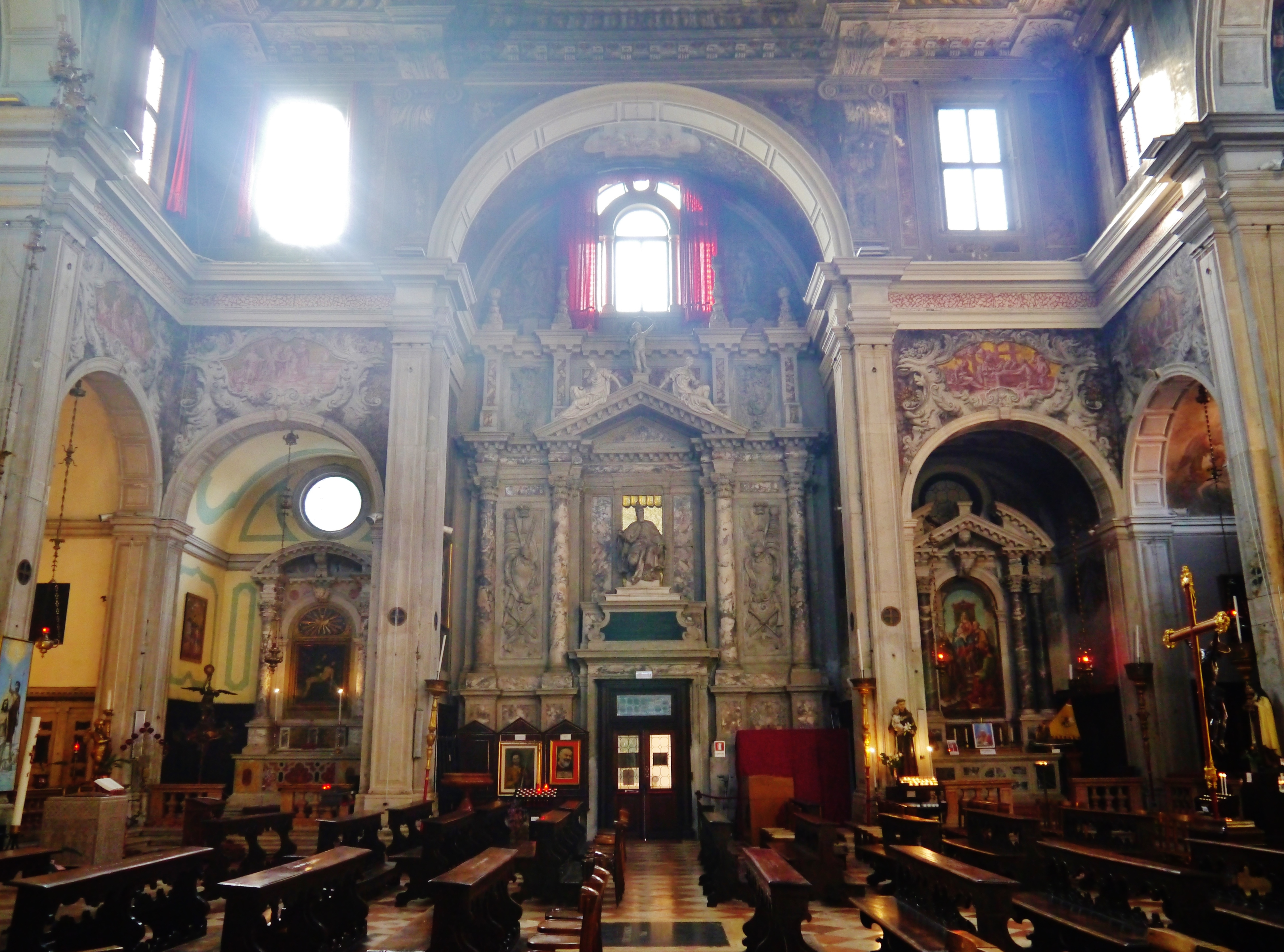
La parete occidentale

Le forme dell'edificio originario restano sconosciute, in quanto la chiesa ha subito nel tempo vari restauri. Una prima rifabbrica fu realizzata fra il IX e il X secolo, quando essa assunse lo stile veneto-bizantino, tipico dei luoghi di culto dell'epoca.
L'attuale costruzione risale al Cinquecento, su progetto di Jacopo Sansovino. L'architetto ruotò l'intera struttura di novanta gradi e le diede una pianta quadrata, aggiungendo due cappelle a ogni lato e il presbiterio con soffitto a volta. Quest'ultimo fu poi affrescato da Domenico Bruni, con prospettive architettoniche che si connettono a una più tarda Gloria di San Martino di Jacopo Guarana.
All'interno della chiesa va citato anzitutto il parapetto dell'organo, opera del Nacchini e restaurato dal Callido, ornato della Cena di Cristo di Gerolamo Santacroce (1549). Sul primo altare a destra è posta la pala Santa Cecilia e San Lorenzo Giustiniani di Giovanni Segala.
Al centro della parete di destra spicca il monumento funebre al doge Francesco Erizzo, progettato da Mattia Carnero (1633). L'altare successivo, andando verso il presbiterio, reca la tela Sacra Famiglia con San Marco e il vescovo Foca di Giovanni Laudis. Sul terzo altare trova posto la Madonna Addolorata di Palma il Giovane, affiancata da Tre angeli che recano i simboli della passione e Deposizione di Cristo dello stesso autore.
Il presbiterio ospita due affreschi di Fabio Canal: il Sacrificio di Abramo e il Sacrificio di Melchisedec. L'altare maggiore, con il tabernacolo marmoreo, è isolato dal resto della struttura; dietro si trova un piccolo coro con i dipinti Cristo Flaggellato e Cristo condotto al Calvario.
Passando alla parete destra e procedendo verso il portale, si nota anzitutto un dipinto settecentesco con Sant'Agata, Santa Lucia e Sant'Orsola, quindi il pulpito di Sebastiano Messenali (1752) e il piccolo altare di Tullio Lombardo in collaborazione con Lorenzo Bregno, ora usato come battistero e proveniente dalla demolita chiesa del Santo Sepolcro. Segue una tela di Gerolamo Santacroce, Cristo risorto e quindi, sulla parete a sinistra dell'ingresso, la tela di Matteo Ponzone con San Giovanni nell'atto di scrivere l'apocalisse.
In sacrestia si trova un dipinto di Antonio Zanchi: La vergine in gloria e i Santi Giuseppe e Antonio da Padova.
Attiguo alla chiesa è l'oratorio della Scuola di San Martino, riferimento per i calafati dell'Arsenale. Sopra l'ingresso è collocato un bassorilievo del XV secolo, raffigurante San Martino dona il mantello al povero.

## Culto di San Martino
La venerazione per San Martino di Tours era molto sentita a Venezia, grazie alla presenza nella chiesa della preziosa tibia del santo. Qui si concludeva una solenne processione, che partiva dalla Scuola Grande di San Giovanni Evangelista, ovvero dall'altro capo di Venezia.
Tutt'oggi, in occasione della festa di San Martino (11 novembre), i bambini girano per le strade della città cantando filastrocche davanti alle case e ai negozi, nella speranza di ricevere caramelle, dolci o una piccola mancia. Altra tradizione ancora in uso è il consumo del San Martino, un dolce di pastafrolla oppure di cotognata, decorato con confetti, caramelle o altro che, ispirandosi a un bassorilievo, riproduce la sagoma del santo a cavallo.